# Бондопаддхай Манік
Бондопаддхай Манік (справжнє ім'я і прізвище — Прободх Кумар; 6.VIII.1908, село Малбоді, поблизу міста Даккі — 3.XII.1956, Калькутта) — бенгальський письменник.

## Життєпис
Писав бенгальською мовою. Ранні твори: збірка оповідань «Тітонька Отоші» (1935), роман «Маріонетки» (1936). Збірка оповідань «Підробка» (1944), «Сьогодні і позавчора», «Ситуація» (обидва — 1946), романи «Дорожче за золото» (1951), «Пліч-о-пліч» (1952), «Жовта ріка і зелений ліс» (1956) відображають життя трудящих. Збірка оповідань «Копійчана оплата», «Велике і мале» (обидва — 1948) пройняті мотивами дружби індусів і мусульман.